# Martin Röber
Martin Röber (* 9. Februar 1583 in Wurzen; † 15. November 1633 in Halle) war ein deutscher lutherischer Theologe.

## Leben
Martin Röber wurde als Sohn des Kürschners und Viertelsmeisters in Wurzen Martin Röber d. Ä. und seiner Frau Cristina Held († 1. Dezember 1611 in Halle (Saale)), Tochter des freiherrlichen schönburgischen Hofpredigers Paul Held (* 1520 in Luckenwalde; † 1588 in Burgstädt) geboren. Er war ein Bruder des Wittenberger Theologen Paul Röber, mit dem er gemeinsam eine Ausbildung durch Privatlehrer erhalten hatte und die Stadtschule seines Geburtsorts besuchte. Anschließend frequentierte er die Thomasschule zu Leipzig und begann an der Universität Leipzig ein Studium der Theologie, unter anderem bei Zacharias Schilter, Burchard Harbart und Matthäus Dresser.
Später zog er nach Jena, wo er bei seinem Onkel, dem einstigen österreichisch-kärntischen Hofprediger und späteren Superintendenten in Arnstadt, Paul Held (* 1552 in Laußig; † 26. Januar 1602 in Arnstadt), eine Hauslehrerstelle erhielt. An der Universität Jena beeindruckten ihn in jener Zeit vor allem die Vorlesungen bei Ambrosius Reuden. 1601 wechselte er an die Universität Wittenberg, wo Ägidius Hunnius der Ältere, Salomon Gesner, David Runge und Leonhard Hutter seine Lehrer auf dem Fachgebiet der Theologie wurden. Hier erlangte er am 18. September 1605 den akademischen Grad eines Magisters der Philosophie. Am 3. Juli 1608 wurde er in Wurzen zum Pfarrer in Böhlitz und Collmen ordiniert. Am 15. September 1610 erteilte ihm das Konsistorium Wittenberg den Auftrag, die Pfarrei in Röcknitz zu übernehmen, und er zog am 6. Juli 1611 als Pfarrer an die St.-Ulrichs-Kirche in Halle (Saale). 1632 wurde er von Johannes Botvidi (1575–1635) zum Assessor des neu eingerichteten königlich magdeburgischen Konsistoriums ernannt. In Halle wirkte er bis zu seinem Lebensende und wurde auf dem dortigen Stadtgottesacker beigesetzt.

## Familie

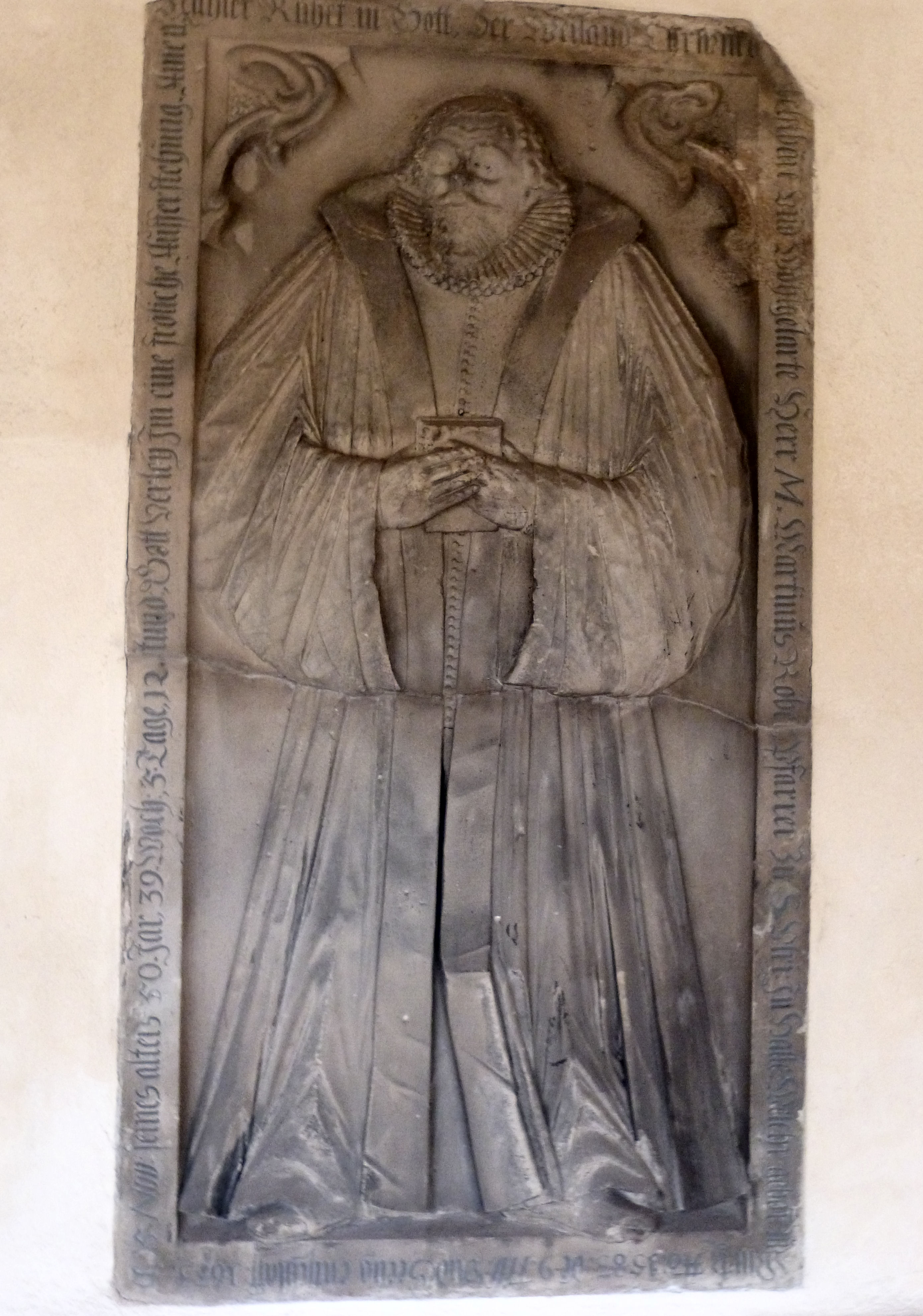
Epitaph (1635) für Martin Röber auf dem Halleschen Stadtgottesacker im Gruftbogen 12

Röber war seit dem 22. Oktober 1605 mit Anna Lindner (* 16. September 1587 in Leipzig; † 3. April 1643 in Halle (Saale)), der Tochter des Wurzener Bürgers und Bäckers Martin Lindner, verheiratet. Aus der Ehe stammen 14 Kinder, acht Söhne und sechs Töchter, wovon jedoch schon vor seinem Tod acht Kinder verstorben waren. Von den Kindern kennt man:
1. Martin Röber (* 1606 in Wurzen; † jung) studierte 1617 an der Universität Wittenberg
2. Paul Röber (* 1607; † 1608)
3. Matthias Röber (* 22. Februar 1609)
4. Anna Röber (* 18. Januar 1611 in Collmen; † 3. April 1639 in Lochau), heiratete am 5. November 1627 in Halle den Pfarrer in Lochau Mag. Theodor Albinus (* Mai 1601 in Wahrenbrück; † 17. Oktober 1678 in Lochau)
5. Christina Röber (* 20. August 1612), heiratete am 17. Januar 1632 in Halle den einstigen Diakon in Wittenberg und späteren Superintendenten in Zwickau Lic. theol. Eusebius Böhme (auch: Bohemus; * 4. Mai 159(5)8 in Zwickau; † 30. Juni 1633 ebenda (Pest))
6. Maria Magdalena Röber (* 17. Juli 1619) verheiratet 10. September 1644 mit dem fürstl. magdeburg. Kanzleiadjunkten und Organisten an der St.-Ulrichs-Kirche Johann Hermann († 1663)
7. Paul Röber d. J. (* 12. August 1616 in Halle (Saale); † 29. November 1669 in Braunschweig) besuchte das Gymnasium Halle, studierte an der Universität Wittenberg, 1640 Mag. phil. ebd., 1644 Adj. phil. Fak. ebd., 18. Juli 1645 Pfarrer St. Katharinen Braunschweig, verh. 21. April 1646 mit Anna Schaper, To. des Bürgers und Kirchenvorstehers St. Catharinae Andreas Schaper
8. Benedictus Röber (* 17. September 1617 in Halle)
9. Christoph Röber (* Halle † 1621 ebd.)
10. Theodosius Röber (* Halle; † 1621 ebd.)
11. Friedrich Röber (* Halle; † 1621 ebd.)
12. Martin Röber (* Halle; † 1626 ebd.)
13. Elisabeth Röber (* 25. September 1623 in Halle; † 16(10). Dezember 1662) verh. I. 14. September 1641 mit dem Pfänner und Kanzleiverwandten Andreas Seyfart (* 1. Oktober 1609; † April 1650), verh. II. 1654 mit dem Ratsherrn und Pfänner in Halle Bernhard Wachsmuth (16. Juni 1629 in Halle; † 18. April 1690 ebd.)

## Werke (Auswahl)
- Anthrōpotheomachia Oder Der schwere Kampff S. Jacobs/ wie er mit Gott und Menschen gerungen : beschrieben Gen. 32. und zur Christlichen Leichpredigt abgehandelt/ Bey dem Volckreichen Begräbnüß/ deß … Jacobi Michaelis Mulbeccii, auff Zöberitz/ Regierenden Rathsmeisters/ des … StadtRegiments zu Hall in Sachsen. Welcher den 15. Junii/ Anno 1613. … entschlaffen/ und den Tag hernach/ als den 16. Junii … ist zur Erden bestattet worden. Halle, 1613 (digital.staatsbibliothek-berlin.de).
- Commendatio Coniugii, Das ist: Gebührlicher Ruhm und Lobspruch des heiligen Ehestandes: Bey Ehelicher Copulation und wehrenden Hochzeitlichen Ehrentagen/ Herrn M. Pauli Röberi … als Bräutigams/ Und Jungfraw Mariae Hanin/ Herrn Doctoris Philippi Hanen … Tochter/ als Braut. Halle (Saale), 1615 (digitale.bibliothek.uni-halle.de).
- Christliche und Trostreiche ErndtePredigt, Von der irrdischen so wol himlischen Erndte/ so Gott der Herr helt und halten wird/ an eines gläubigen Christen und der Welt Ende ; Ernte-Predigt irdischen sowohl himmlischen Ernte hält. Halle (Saale), 1616 (digitale.bibliothek.uni-halle.de).
- Am schwartzen Sontag: Guter Rath und kräfftiger Trost/ für Christliche Eltern/ so ihrer krancken oder sterbenden Kinder halber betrübet sind ; Der Christlichen Gemein zu Halle: Als daselbst fast alle Kinder in allen Häusern (wie auch viel/ mittel und hohes Alters/ Mann- und WeibsPersonen) in wenig wochen an den Masern darnider lagen/ auch junge und alte daran sturben: Einfältig fürgetragen … ; Und jetzo zum Gedechtnis seines jüngsten Töchterleins/ welches der liebe Gott zu selben zeit/ den 22. Martii/ dieses 1615. Jahrs/ auch unter den andern abgefodert. Und denn andern frommen Christen zu günstigem wolgefallen wolmeinend in Druck gegeben. Halle (Saale), 1616 (digitale.bibliothek.uni-halle.de).
- Favus Morientium Christianorum. Oder Honigsüsser Trost wider des Todes Bitterkeit. Auß dem 116. Psalm zur Christlichen LeichPredigt abgehandelt. Bey dem Volckreichen Begräbnüß/ des … Herrn Friderich Hammels/ Fürnehmen Pfänners zu Hall in Sachsen: Welcher den 27. Septemb. Anno 1615. … in Christo sanfft und sehlig entschlaffen/ Und den Sontag hernach/ in der Kirchen zum Barfüssern Christlich ist zur Erden bestattet worden. Halle (Saale), 1616 (diglib.hab.de).
- Im Christlichen Evangelischen Lutherischen Jubel Jahr, I. Ein schön Braut Lied, II. Das rechte Hochzeit Kleid, III. Die Päbstische Grewel und Menschen Tand, so vorhin in S. Ulrichs Pfarrkirchen der Stadt Halle, an stat des rechten Hochzeit Kleids oder waren Gottesdiensts, eingeführt gewesen. Der Christlichen Gemein derselben Kirchen, in dreyen Predigten, einfeltiglich erkleret, fürgetragen, und entdeckt, Und sambt angehangnem, verzeichnüß aller evangelischen Pastorum, Diaconum, auch Kirchenväter und Achtmanne zu S. Ulrich. Einer missive Lutheri, an E. E. Rath zu Halle und anderen In Druck verfertigt. Halle (Saale), 1618 (reader.digitale-sammlungen.de).
- Certitudo Salutis Aeternae = Gewißheit unserer ewigen Seligkeit : aus S. Pauli Epistel an die Römer am 8. ; Bey ansehnlichen Christlichen Volckreichen Leichbegängnis Der … Frawen Margarethen Gebohrne Drachstättin/ Derer weyland … Herren Johann Trautenbuls Und hernach: Herren Henning Hammels … Seliger hinterlassenen Witwen. Welche am 15. Nov. des 1624. Jahres … entschlaffen/ und folgendes 22. Nov. … zu Halle … zur Erden bestätiget worden Zur Leichpredigt abgehandelt. Halle 1625 (diglib.hab.de).
- Castrum Doloris, Super funere luctuosissimo Viri … Martini Röbers/ Ecclesiae Ulricianae Saxo-Halensium, Pastoris …: Qui diu quod didicerat, diu quod docuerat, mori tandem potuit ex sententia an. 1633. d. 15. Novembris, positum a Wittebergensibus & vicinis, Fautoribus, Fratribus & Amicis. Wittenberg, 1633, (diglib.hab.de).